# Pfarrkirche Bad Pirawarth

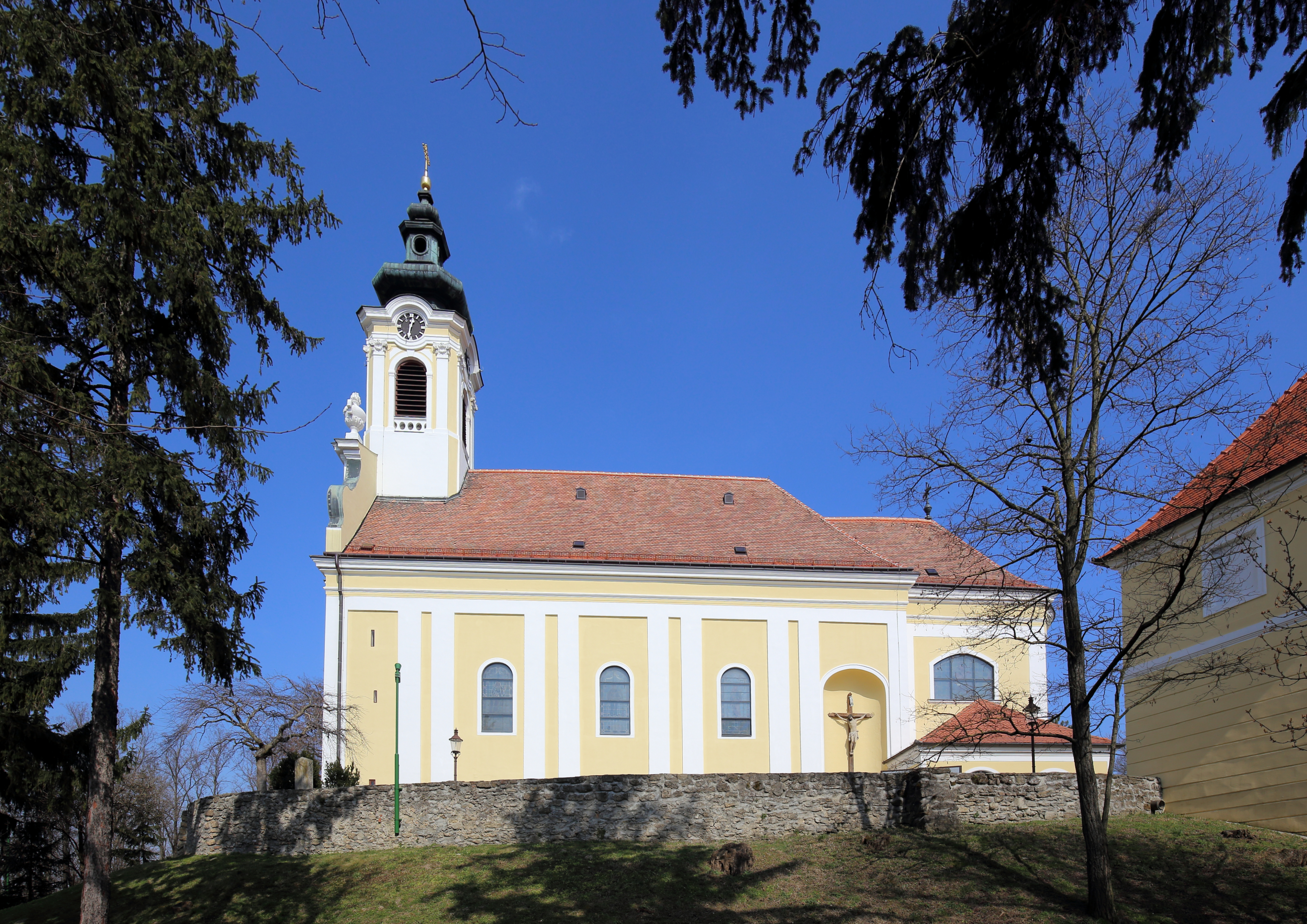
Katholische Pfarrkirche Hll. Barbara und Agatha in Bad Pirawarth

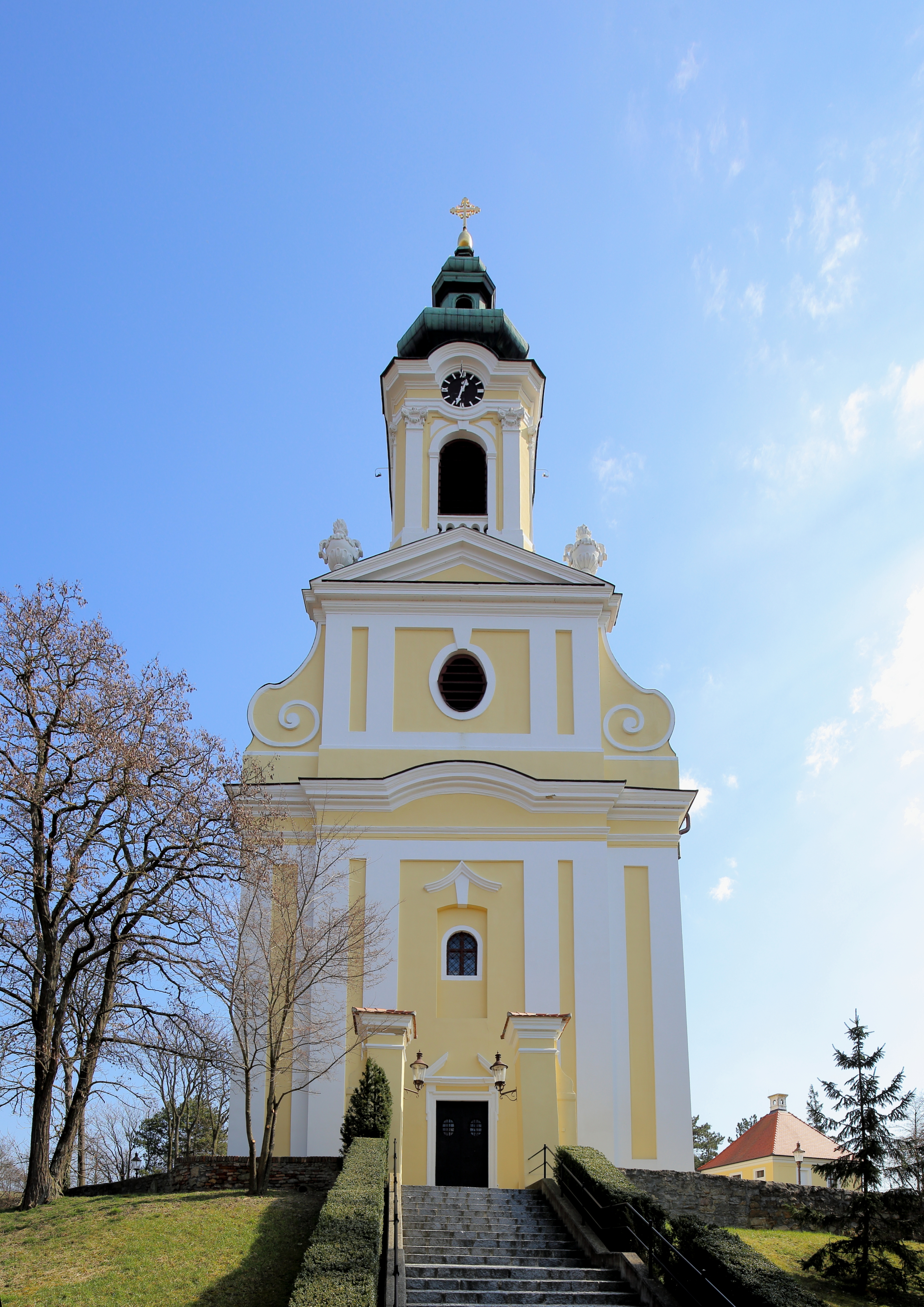
Westfront mit Turm, davor eine Treppenanlage

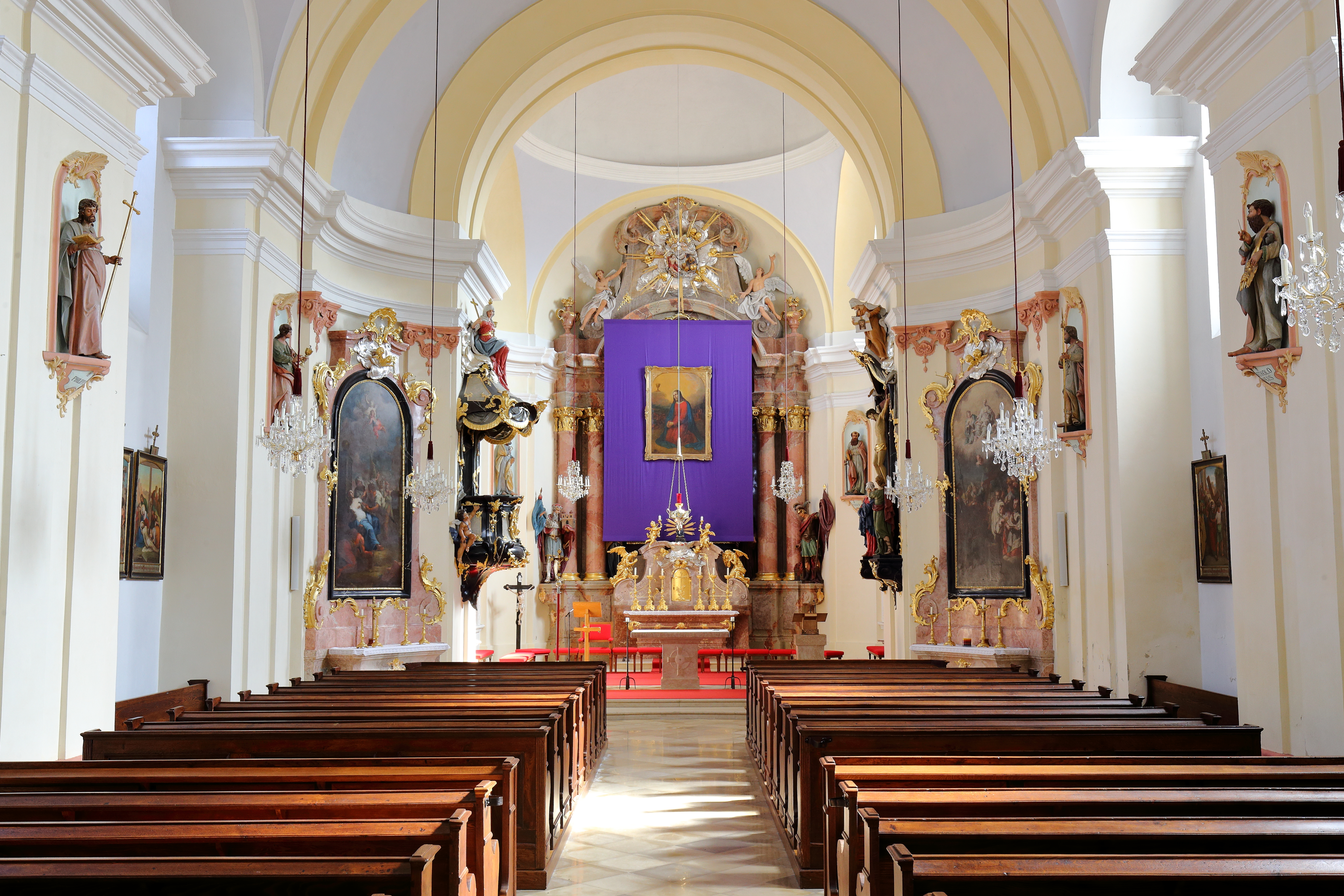
Innenansicht Richtung Hochaltar

Die Pfarrkirche Bad Pirawarth steht in beherrschender Höhe auf dem mittelalterlichen Hausberg im Norden des Ortes Bad Pirawarth in der Marktgemeinde Bad Pirawarth im Bezirk Gänserndorf in Niederösterreich. Die den Heiligen Barbara von Nikomedien und Agatha von Catania geweihte römisch-katholische Pfarrkirche gehört zum Dekanat Mistelbach-Pirawarth im Vikariat Unter dem Manhartsberg der Erzdiözese Wien. Die Kirche steht unter Denkmalschutz (Listeneintrag).

## Geschichte
Die ursprüngliche Wehrkirche mit einer Ringmauer und einem ovalen Grundriss – teils erhalten – zeigt im Südosten eine schalenförmige Ausbuchtung wohl einer ehemaligen Bastion. Ein Vikariat wurde vor 1300 genannt, eine Pfarre 1560. Der Barockbau wurde von 1739 bis 1756 nach den Plänen von Donato Felice d’Allio an der Stelle eines mittelalterlichen Vorgängerbaus erbaut.

## Architektur
Die Kirche hat eine viergeschoßige Westturmfassade mit strenger Doppellisenengliederung und einem kräftigen Kranzgesims mit einem Rechteckportal mit gesprengter Giebelbekrönung, darüber ein Volutengiebel mit Ovalfenster mit einem dreieckigen Abschluss mit flankierenden Vasen. Das Glockengeschoß des Turmes hat große Rundbogenfenster und trägt einen Zwiebelhelm. Das Langhaus zeigt große Rundbogenfenster zwischen Doppellisenen und ein kräftiges reich profiliertes umlaufendes Gesims. Der eingezogene Chor mit einem halbrunden Chorschluss zeigt Segmentbogenfenster und Ovalfenster. Der Chor wird beidseits symmetrisch von eingeschoßigen Anbauten flankiert, im Süden von der Sakristei, im Norden vom Oratorium.
Im ehemaligen Kirchhofbereich befindet sich ein zweigeschoßiger barocker Torbau als Abschluss des Stiegenaufganges mit einem offenen platzlgewölbten Durchgang, im Durchgang befinden sich Nischenfiguren, eine barocke Pietà, hl. Leopold und Dreifaltigkeit, aus der zweiten Hälfte des 18. Jahrhunderts, das stiegenseitige Portal mit Säulen und Dreieckgiebel ist aus dem Anfang des 19. Jahrhunderts.
Das Kircheninnere zeigt sich als vierjochiges Langhaus mit einem stark eingezogenen Emporenjoch unter einem Tonnengewölbe mit Stichkappen zwischen Doppelgurten auf Doppelpilastern.

## Ausstattung
Die bemerkenswerte barocke Einrichtung ist aus dem dritten Viertel des 18. Jahrhunderts. Der mächtige Hochaltar aus der Mitte des 18. Jahrhunderts ist ein Doppelsäulenaltar, er zeigt das Hochaltarblatt hl. Barbara von Bartolomeo Altomonte 1752 und trägt die Figuren Florian, Antonius, Leopold und Josef und im Auszug Dreifaltigkeit. Die Seitenaltäre zeigen in hohen reich gerahmten Altarblätter links hl. Agatha und rechts die Vierzehn Nothelfer von Bartolomeo Altomonte.
An der südlichen Langhauswand befindet sich in einer jüngeren Nische eine große barocke Kreuzigungsgruppe aus der Mitte des 18. Jahrhunderts.
Die Orgel baute Christoph Erler 1849–1851.